# Giovanni Carrus
Giovanni Carrus, detto Nino (Borore, 9 gennaio 1937 – Cagliari, 8 maggio 2002), è stato un politico italiano della Democrazia Cristiana.
Fu più volte segretario provinciale nuorese e vicesegretario regionale della DC in Sardegna. Aderì fin dagli inizi alla corrente fanfaniana.

## Biografia

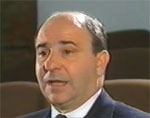
Nino Carrus

Laureatosi in Giurisprudenza e Perito agrario, ricercatore nell'Ufficio Studi della Banca d'Italia, divenne funzionario del Centro Regionale di Programmazione e poi docente di ruolo in "Economia dei mercati agricoli” nella facoltà di Agraria dell'Università di Sassari e in quella di Economia dell'Università di Cagliari. Nel corso della sua carriera professionale ha fatto anche parte del Comitato scientifico dell'Istituto per lo studio dei problemi bio-agronomici delle colture arboree mediterranee del Consiglio Nazionale delle Ricerche.
Sposato con Maria Clotilde Scarpa, ha avuto quattro figli: Paola, Grazia, Giuseppe e Francesco, deceduto a soli quattro anni.
È morto a Cagliari l'8 maggio del 2002 per una malattia degenerativa all'età di 65 anni.

## Attività politica
Nella lunga carriera politica ha ricoperto numerosi incarichi di partito e di governo ai vari livelli locale e nazionale.
Segretario provinciale della Democrazia Cristiana di Nuoro nel 1963 e vicesegretario regionale della DC della Sardegna. 
Nel 1969 fu eletto consigliere regionale per la VI Legislatura, venendo riconfermato nel 1974 e nel 1979. Fu in tale veste presidente della commissione consiliare per la revisione dello Statuto (1973) e della commissione programmazione (1974).
Nel gennaio 1977 venne nominato assessore delle finanze, urbanistica e enti locali nella giunta Soddu II, carica che mantenne ininterrottamente fino al dicembre 1980 nelle giunte Soddu III, Ghinami I e Ghinami II.
Dal 1983 al 1992 approdò in Parlamento come deputato per la IX e la X Legislatura, e fu membro della Commissione Finanze e Bilancio e più volte relatore di maggioranza della legge finanziaria dello Stato.
Nelle elezioni politiche del 1992, pur avendo ottenuto oltre quindicimila voti, non venne rieletto alla Camera.
Anche se non abbandonò del tutto l'impegno politico (nel 1994 aderì infatti al movimento dei Cristiano Sociali) ritornò quindi all'insegnamento, dedicandosi in particolare allo studio dell'applicazione di modelli econometrici alla teoria dello sviluppo economico.

## Lo studio di Antonio Gramsci

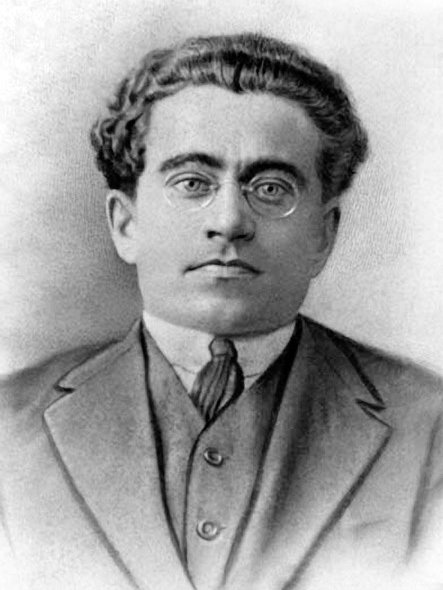
Antonio Gramsci

Nino Carrus era un profondo studioso ed estimatore di Antonio Gramsci. Nel 1991 durante una solenne seduta del Consiglio comunale di Oristano aveva commemorato Gramsci, a cento anni dalla sua nascita, con una dotta relazione sull'opera e il pensiero dell'intellettuale sardo. 
Il legame che univa Carrus a Gramsci fu confermato con la sua volontà di lasciare in eredità i libri della sua ricca biblioteca all'Istituto Gramsci della Sardegna a cui era molto legato.

## Memoria

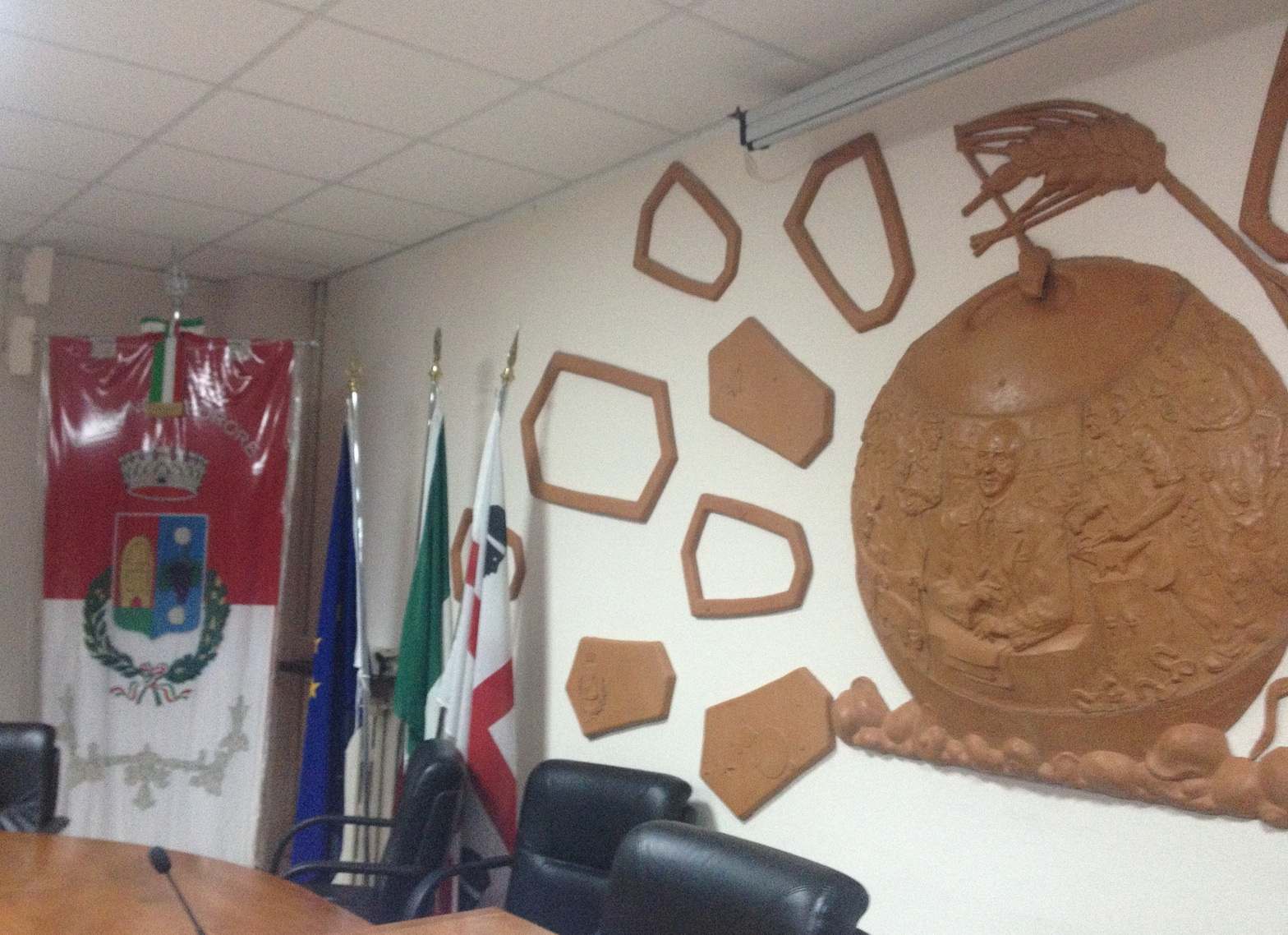
Sala Consiliare 'Nino Carrus' di Borore

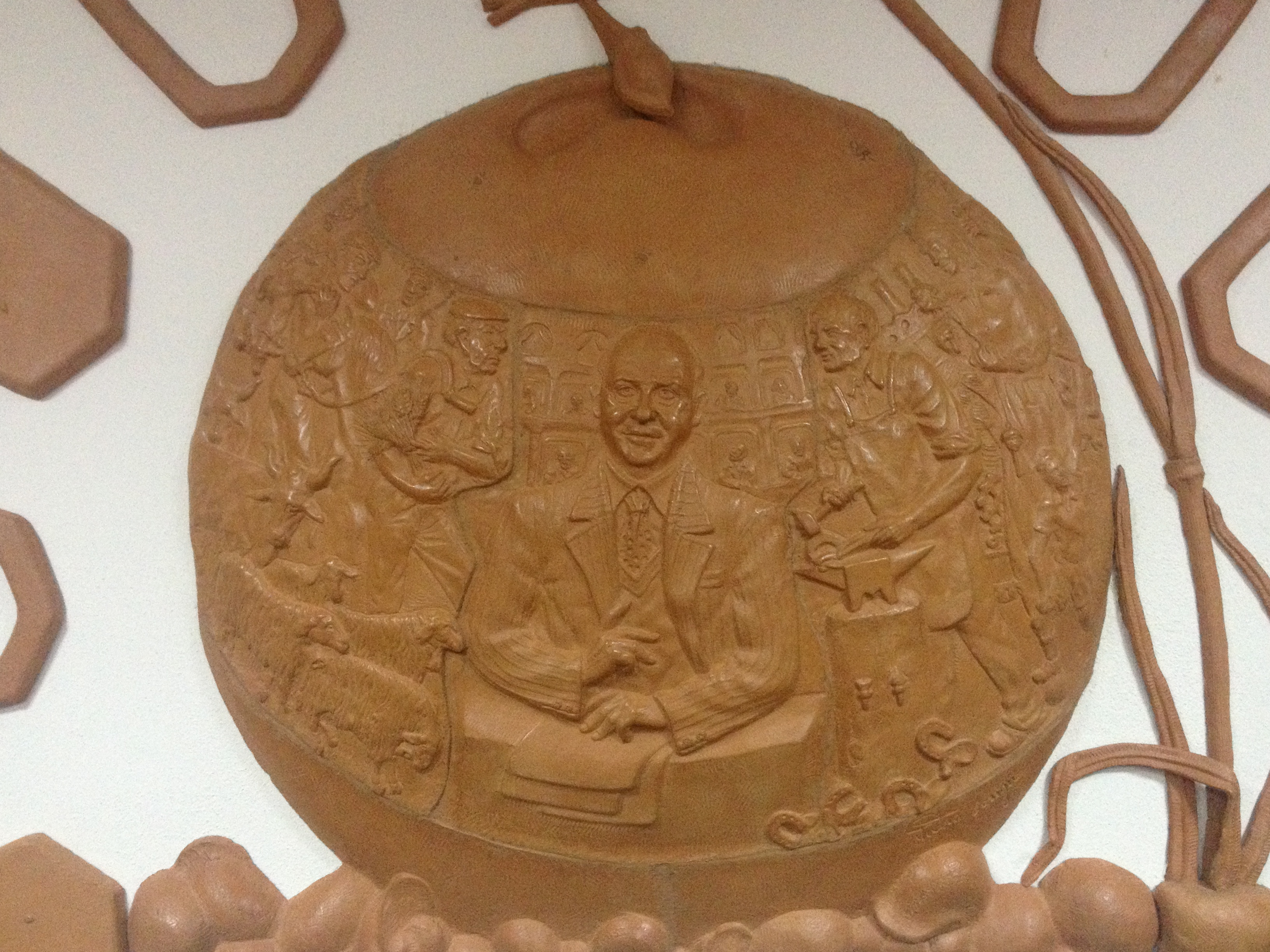
Altorilievo su Nino Carrus

Nel 2005 è stata dedicata a Nino Carrus l'aula consiliare di Borore, suo paese natale. Nell'aula è stato collocato un altorilievo in terracotta, opera del nuorese Piero Longu, che ritrae Carrus contornato da simboli ed elementi caratteristici del territorio..
Nello stesso anno è stata costituita l'Associazione Culturale Nino Carrus, con il fine di ricordarne  la figura attraverso attività di natura politica e culturale. L'associazione ha promosso il premio "Nino Carrus" per sostenere attraverso delle borse di studio neolaureati impegnati sui temi cari all'attività di ricerca del politico sardo.